# Kristoffer Ajer
Kristoffer Ajer (ur. 17 kwietnia 1998 w Rælingen) – norweski piłkarz, grający na pozycji pomocnika w angielskim klubie Brentford oraz w reprezentacji Norwegii.

## Kariera klubowa
Swoją karierę piłkarską Kristoffer Ajer rozpoczął w norweskim klubie Rælingen FK. W 2012 roku dołączył do klubu Lillestrøm. W 2014 roku przeszedł do IK Start. 19 lipca zadebiutował w seniorskiej drużynie w wygranym 2:1 meczu z FK Bodø/Glimt. W wieku 16 lat był kapitanem drużyny w meczu przeciwko Lillestrøm. Stał się najmłodszym kapitanem w historii norweskiej Tippeligaen.
W styczniu 2016 klub Celtic Glasgow ogłosił, że Kristoffer Ajer od czerwca zostanie zawodnikiem szkockiego klubu.
| Sezon   | Klub            | Kraj     | Rozgrywki               | Mecze | Bramki |
| ------- | --------------- | -------- | ----------------------- | ----- | ------ |
| 2014    | IK Start        | Norwegia | Tippeligaen             | 13    | 1      |
| 2015    | IK Start        | Norwegia | Tippeligaen             | 30    | 8      |
| 2016    | IK Start        | Norwegia | Tippeligaen             | 8     | 0      |
| 2016/17 | Kilmarnock F.C. | Szkocja  | Scottish Premier League | 16    | 0      |
| 2017/18 | Celtic F.C.     | Szkocja  | Scottish Premier League | 24    | 0      |
| 2018/19 | Celtic F.C.     | Szkocja  | Scottish Premier League | 28    | 0      |
| 2019/20 | Celtic F.C.     | Szkocja  | Scottish Premier League | 28    | 3      |
| 2020/21 | Celtic F.C.     | Szkocja  | Scottish Premier League | 35    | 2      |